# Фрунзе (лёгкий крейсер)
«Фрунзе» — советский лёгкий крейсер проекта 68-К Черноморского флота ВМФ СССР. Заложен до Великой Отечественной войны, а достроен после её окончания.

## История строительства
29 августа 1939 года — заложен на ССЗ № 198 (завод им А.Марти (Черноморский судостроительный), Николаев). Заводской номер - 356. 25 сентября 1940 года был зачислен в списки ВМФ, 30 декабря 1940 года — спущен на воду. Лето 1941 года строительство было приостановлено.
С начала августа эсминец «Бойкий» вместе с другими эсминцами 1-го и 2-го дивизионов конвоировали корабли резерва флота из Николаева в восточные порты Чёрного моря. Были приведены вспомогательный крейсер «Микоян» (ледокол, вооруженный пятью 130-мм орудиями), 6 подводных лодок, недостроенные крейсера «Фрунзе», «Куйбышев», лидеры «Киев», «Ереван», эсминцы «Свободный», «Огневой», «Озорной» с погруженым заводское оборудованием и ценными механизмами.9 августа 1941 года крейсера «Фрунзе» был отбуксирован в порт Поти и законсервирован. 
1942 год — кормовая часть была отделена и приварена к корпусу поврежденного КР «Молотов» (пр.26-бис). Присоединение к корпусу поврежденного корабля «Молотов» новой кормы недостроенного крейсера проекта 68 «Фрунзе», отличавшейся по размерам в большую сторону в разных местах от 200 до 1500 мм, проводилось за счет разборки её наружной обшивки и бортового набора в районе 230-240-го шпангоутов, последующего перегиба набора и сборки по новым образованиям, обеспечивавшим плавный переход от одного теоретического чертежа к другому. Нормальных обводов корпуса у «Молотова» обеспечить не удалось, зато использование готовой кормовой части позволяло ввести корабль в строй очень быстро.
19 декабря 1950 года  (по другим данным 28 марта 1951 года) «Фрунзе» был достроен после ВОВ и введен в строй.

## История службы
8 апреля 1951 года — вошел в состав КЧФ. В составе Эскадры Черноморского флота. 
В период с 15 по 25 октября 1953 года порт Констанца в Румынии и Варна в Болгарии посетили крейсеры "Куйбышев", "Фрунзе" и четыре эсминца проекта 30-бис.
Переклассифицирован в учебный легкий крейсер в 1958 году.
6 февраля 1960 года — разоружен и исключен из состава ВМФ. 14 марта 1960 года — расформирован. В 1960-1961 годах был разделан на металл на базе «Главвторчермета» в Севастополе.

## Командиры
- (02.1949—11.1949)  Марков, Филипп Савельевич[5]
- (11.1949—12.1954) капитан 2-го ранга Соловьёв, Валентин Васильевич[6]